# Сломанное вишнёвое деревце
Сломанное вишнёвое деревце (англ. Split Cherry Tree) — короткометражный фильм 1982 года режиссёра Андрея Кончаловского, снятый по одноимённому рассказу 1939 года Джесси Стюарта для образовательной программы, первая американская работа Кончаловского как режиссёра.

## Сюжет
Во время выездного урока биологии Дэвид и двое других мальчиков пытаются поймать ящерицу и случайно ломают ветку вишнёвого дерева. В наказание его оставляют после уроков в школе, что возмущает его отца, бедного фермера, который, вооружившись пистолетом, отправляется к учителю Дэвида. Однако разговор о наказании выливается в беседу о важности образования и будущем мальчика.

## В ролях
- Коллин Дьюхерст — мать
- Джеррод Росс
- Уильям Ньюмен
- Рой К. Стивенс
- Эдвард Александер Джесон
- Кейт Дауд
- Джон Ридж

## Отзывы критиков
Фильм настолько хорошо сделан, что достоин того, чтобы его смотрели как ученики в классе, так и самая широкая зрительская аудитория.
ALAN Review

## Награды
- 1983 — Номинация на премию «Оскар» в категории «Лучший короткометражный фильм»[1][3].